# تريسي فولرتون
تريسي فولرتون (بالإنجليزية: Tracy Fullerton)‏ هي عَالِمَة حاسوب أمريكية، ولدت في 21 يونيو 1965 في لوس أنجلوس في الولايات المتحدة.